# Йозеф Томицький
Йо́зеф Марі́я Томи́цький (пол. Józef Maria Tomicki; 22 січня 1863 — 22 січня 1925) — видатний польський інженер-електротехнік, що керував будівництвом Львівського трамваю, а також у 1896—1925 роках очолював «Міські заклади електричні» у Львові.
Достовірної інформації про місце народження Йозефа Томицького немає: за даними дослідника історії електрифікації Львівщини Андрія Крижанівського, Йозеф Томицький походить із Білої Церкви на Київщині, проте в некролозі місцем народження вказано Познань.
Йозеф Томицький студіював електротехніку в Технічному університеті міста Карлсруе, окрім того навчався в університеті Бонна. Після закінчення навчання працював на будівництві залізниці Відень — Баден-Баден. Також працював на споруджені метрополітену в Будапешті.
У 1894 році переїздить до Львова, де працює у фірмі Siemens & Halske і керує будівництвом електростанції, трамвайної лінії та трамвайного депо. У 1896 році очолив «Міські заклади електричні», до складу яких входила міська електростанція та Львівський трамвай.
Проживаючи у Львові, Йозеф Томицький брав діяльну участь в роботі Політехнічного товариства і започаткував у ньому в 1908 році електротехнічну секцію.
У квітні 1906 року Йозеф Томицький розробив і представив львівському магістрату проект розвитку трамвайної мережі Львова. За цим проектом розширення трамвайної мережі мало здійснюватися у три етапи: на першому етапі мали бути збудовані лінії електричного трамваю по центральному проспекту до оперного театру, по вулицям Зеленій і Кохановського (нині Костя Левицького) до Личаківського цвинтаря, по сучасній вулиці Свєнціцького до парку Залізна Вода, по вулицям Крижовій (нині Генерала Чупринки) та 29 листопада (нині Коновальця), а також гілка до Високого Замку.
Другий етап передбачав реконструкцію ліній кінного трамваю і розбудову трамвайної мережі в районі Замарстинова та на Підзамче із спорудженням на Гаврилівці нового трамвайного депо.
Третій етап включав будівництво трамвайної лінії у приміське селище Брюховичі.
Для живлення нових трамвайних ліній планувалося збудувати нову міську електростанцію в районі села Білогорща, до якої теж мала бути прокладена трамвайна лінія.
Після розгляду магістратом проект Томицького зазнав певних змін, зокрема, нову міську електростанцію вирішили будувати на Персенківці. Нову міську електростанцію було збудовано у 1907—1910 роках під керівництвом Йозефа Томицького.
У 1909 році Йозеф Томицький запропонував львівському магістрату проект спорудження у Львові ліній «безрейкового електричного омнібусу», тобто тролейбуса. З огляду на складний рельєф місцевості було запропоновано замість трамвайної лінії до Високого Замку збудувати тролейбусну. Також було запропоновано збудувати тролейбусні лінії від трамвайного депо до верхньої частини Стрийського парку по вулицям Кадетській (нині Героїв Майдану) та Стрийській, а також по вулиці Городоцькій до Богданівки. На жаль, проект будівництва тролейбусних ліній у Львові не був затверджений магістратом, тому до Високого Замку проклали трамвайну лінію.
У 1920-х роках Йозеф Томицький був віце-президентом Міжнародної трамвайної асоціації.
Після смерті єдиного сина Станіслава здоров'я Йозефа Томицького погіршилося і він виїхав на лікування до міста Мерано в Італії, де й помер 22 січня 1925 року від серцевого нападу. Похований у Кракові в родинному гробівцю.
На честь Йозефа Томицького у Львові було перейменовано частину вулиці Коперника (від сучасної вулиці Бандери до найстарішого трамвайного депо на перехресті сучасних вулиць Вітовського і Сахарова).
Дружина Йозефа Томицького, Ядвіга Петражицька-Томицька (1863—1931), — відома польська письменниця.